# Mylabris nigricaudus
Mylabris nigricaudus es una especie de coleóptero de la familia Meloidae.

## Distribución geográfica
Habita en Timor (Asia).